# 常盤御前判決
常盤御前判決（ときわごぜんはんけつ）は、1929年（昭和4年）2月13日に大審院において出された、親権の喪失に関する判決。「今様常盤御前判決」とも言う。

## 事案の概要
Yは、歯科医である夫が死亡した後、亡夫との2人の子を養育し、生活を維持するため、亡夫の友人の歯科医Aの妾となった。
子を持つ親権者でありながら人の妾となったYに対し、亡夫の父Xは、親権者に「著シキ不行跡」があるときは、裁判所は子の親族又は検察官の請求によって親権の喪失を宣告することができるとする民法の規定（旧896条）に基づき、Yの親権喪失を申立てた。
一審、二審ともにYが敗訴し、Yが大審院へ上告した。

## 判決
大審院は、親権を有する寡婦が妻子ある他の男子と同棲するような行為は言うまでもなく排斥すべき行為だが、その者の社会上の身分、資力、その他の特殊事情のいかんによっては、未だ親権を喪失させるべき著しい不行跡といえない場合がある。裁判所が親権喪失をするには、単に右のような排斥すべき行為があるという事実のみでは足りず、前記の各種事情を審究参酌して著しい不行跡か否かを認定することを要する、として原判決を破棄差戻した。
上告理由の中で、Yの代理人弁護士が、平治の乱で夫・源義朝を失いまだ歳幼い今若丸・乙若丸・牛若丸を抱える寡婦となった常盤御前が、3兄弟を救うために夫の敵である平清盛の愛妾となったという有名な逸話を例に出し、Yの行為が「著シキ不行跡」に当たらないことを説いたことから「常盤御前判決」の名がついた。